# Sclerospongiae
Le sclerospongie (Sclerospongiae Hartman e Goreau, 1970), dette anche spugne coralline, costituiscono una piccola classe di poriferi scoperta negli anni settanta e poco conosciuta.
Le Sclerospongiae sono state dapprima proposte come una singola classe di spugne nel 1970 da Hartman e Goreau. È stato in seguito notato da Vacelet che Sclerospongiae esistevano in diversi ordini di Porifera: anche se non prossime tassonomicamente, diverse spugne hanno acquisito evolutivamente la capacità di crescere una struttura calcarea.  Rappresentano un probabile relitto filogenetico di un gruppo diffuso nel Paleozoico e sono considerate da alcuni autori una sottoclasse delle Demospongiae. Infatti, fossili di Sclerospongiae sono noti sin dal periodo Cambriano.
Possiedono uno scheletro coralliforme tipico, massiccio, costituito da cristalli di aragonite che formano una matrice calcarea in cui sono incluse spicole silicee e fibre cornee di spongina. La parte vivente di queste spugne si accresce, come un'impiallacciatura, sopra e dentro gli spazi irregolari presenti nello scheletro.
 
Presentano il tipo morfologico leucon.